# Regione di Bafatá
La regione di Bafatá è una regione della Guinea-Bissau, avente come capoluogo Bafatá.
La regione confina a nord con il Senegal; ad ovest con la Regione di Oio e la Regione di Quinara; ad est con la Regione di Gabú; a sud con la Regione di Tombali.

## Settori
La Regione di Bafatá è divisa in 6 settori:
| Settori della Regione | - Bafatá - Bambadinca - Contuboel - Cossé - Gamamudo - Xitole |